# Anomala vespertilio
Anomala vespertilio är en skalbaggsart som beskrevs av Ohaus 1902. Anomala vespertilio ingår i släktet Anomala och familjen Rutelidae. Inga underarter finns listade i Catalogue of Life.